# Boîte de dialogue

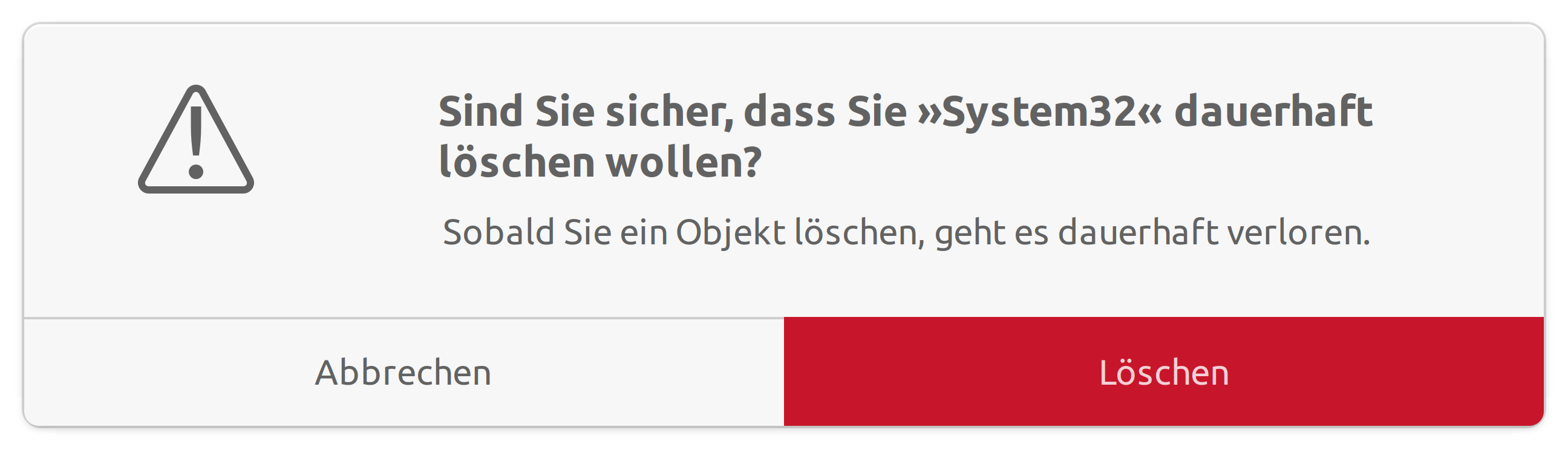
Boite de dialogue d'avertissement demandant confirmation à l'usager du système.

En informatique, une boîte de dialogue est un composant d'interface graphique constitué d'une fenêtre affichée par un programme ou par le système d'exploitation pour : 
- informer l'utilisateur d'un évènement ;
- ou obtenir une information de l'utilisateur.

Ces fenêtres sont appelées boîte de dialogue parce qu'elles établissent un dialogue entre l'ordinateur et l'utilisateur.

## Typologie
Des boîtes de dialogue de différents types sont utilisées pour interagir de différentes manières avec l'utilisateur. Les différents types de boîtes de dialogue sont parfois identifiés par des  icônes distinctives :
- signale une boîte d'information ;
- signale une boîte d'astuce ;
- signale une boîte d'alerte ;
- signale une boîte d'erreur.